# Island Games 1993
Die Island Games 1993 waren die fünfte Auflage der Spiele. Sie fanden vom 3. bis zum 9. Juli 1993 auf der Isle of Wight statt. Es nahmen 1448 Athleten teil.

## Teilnehmende Inseln
| - Åland - Alderney - Anglesey/Ynys Môn - Falklandinseln - Färöer | - Frøya - Gibraltar - Gotland - Grönland - Guernsey | - Island - Isle of Man - Isle of Wight - Jersey - Orkney | - Prince Edward Island - Saaremaa - Sark - Shetlandinseln |

Die Falklandinseln nahmen zum ersten Mal teil und Alderney kehrte nach 1987 wieder zu den Spielen zurück.

## Sportarten
| - Badminton – Resultate (PDF; 265 kB) - Bogenschießen – Resultate (PDF; 193 kB) - Fußball – Resultate (PDF; 114 kB) - Golf – Resultate (PDF; 122 kB) - Judo – Resultate (PDF; 263 kB) | - Leichtathletik – Resultate (PDF; 721 kB) - Radsport – Resultate (PDF; 137 kB) - Schießen – Resultate (PDF; 813 kB) - Schwimmsport – Resultate (PDF; 822 kB) - Tennis – Resultate (PDF; 2,0 MB) | - Tischtennis – Resultate (PDF; 637 kB) - Turnen – Resultate (PDF; 200 kB) - Volleyball – Resultate (PDF; 121 kB) - Windsurfen – Resultate (PDF; 135 kB) |

## Medaillenspiegel
| Rang | Land                 | Gold | Silber | Bronze | Gesamt |
| ---- | -------------------- | ---- | ------ | ------ | ------ |
| 1    | Jersey               | 31   | 29     | 33,3   | 93,3   |
| 2    | Isle of Wight        | 26   | 23     | 18     | 68     |
| 3    | Gotland              | 18,5 | 17,5   | 9      | 45     |
| 4    | Island               | 17   | 19     | 9,7    | 45,7   |
| 5    | Guernsey             | 17   | 17     | 18     | 52     |
| 6    | Åland                | 17   | 13     | 14,5   | 44,5   |
| 7    | Isle of Man          | 15   | 22     | 21,5   | 58,5   |
| 8    | Gibraltar            | 5,5  | 0,5    | 6      | 12     |
| 9    | Färöer               | 5    | 5      | 13     | 23     |
| 10   | Saaremaa             | 3    | 5      | 13     | 21     |
| 11   | Prince Edward Island | 1    | 0      | 1      | 2      |
| 12   | Anglesey/Ynys Môn    | 0    | 2      | 2      | 4      |
| 12   | Orkney               | 0    | 2      | 2      | 4      |
| 14   | Grönland             | 0    | 1      | 0,5    | 1,5    |
| 15   | Shetlandinseln       | 0    | 0      | 2      | 2      |
| 16   | Alderney             | 0    | 0      | 1      | 1      |
| 17   | Falklandinseln       | 0    | 0      | 0      | 0      |
| 17   | Frøya                | 0    | 0      | 0      | 0      |
| 17   | Sark                 | 0    | 0      | 0      | 0      |

Jersey gewann somit zum ersten Mal die Medaillenwertung.